# Інститут демократії та співробітництва
Інститут демократії та співробітництва (Institute of Democracy and Cooperation) – аналітичний центр, з офісами у Парижі та Нью-Йорку. Обидва були засновані у 2008 році російським юристом Анатолієм Кучереном та групою російських громадських організацій. Основною метою організацій було дати симетричну відповідь на звинувачення Freedom House про порушення прав людини у Російській Федерації. Нью-йоркський офіс припив роботу у 2015 році. Паризький офіс очолює історик і екс-депутат Держдуми Росії Наталія Нарочницька. Керівником відділу є британський філософ та історик Джон Лафленд.
Інститут пов’язують із російськими фондами, ЗМІ та дослідниками, ймоврно, що він був створений за ініціативою Путіна та Суркова. На запитання про джерела фінансування екс-директор IDC Джон Лафленд заявив, що кошти надає Фонд історичного огляду в Москві, який, у свою чергу, фінансується грантами президента Росії.

## Фокус
Головна мета офісів – протидіяти односторонній інформації про Росію.
Паризьке відділення очолює Наталія Нарочницька, за її словами, паризьке представництво також має стежити за становищем національних меншин у країнах ЄС, наприклад росіян у Латвії.
Інститут працює по всій Європі, маючи партнерів у Римі, Берліні та Празі, є організатором кількох додаткових заходів в ООН у Женеві (акредитований в ООН зі статусом ECOSOC).

## Фінансування
За інформацією Кучерени, Інститут фінансується за рахунок пожертвувань і не отримує державного фінансування. За його словами, це суто громадянська ініціатива , яка спирається на підтримку російських підприємців. Оскільки багато компаній у Росії є державними або сильно залежними від держави, російський кореспондент Борис Райтшустер вважає, що інститут і його російськомовні викладачі фінансуються з Росії.

## Конференції
З 2012 року Інститут регулярно організовує «конференції суверенітету» конспірологічного-ідеологічного та правоекстремістського журналу Querfront Compact, де пропагують антиамериканізм та євразійство.
На першій конференції 24 листопада 2012 року у Берліні організатори співпрацювали з державним іноземним мовником Russia Today. 
На конференції 2013 року у Парижі з'явилися тодішній медіа-партнер Elsässer Кен Джебсен, правоконсервативний депутат російської Думи Олена Мізуліна, історик-націоналіст Наталія Нарочницька та британський журналіст і прихильник Путіна Джон Лафленд. 
Після анексії Криму в 2014 році російський уряд розширив співпрацю з європейськими правими популістами, в тому числі через великі фінансові позики від афілійованих з Кремлем банків.